# Komsomolski (Petrovsk)
Komsomolski — Комсомольский (rus) — és un possiólok a l'óblast de Saràtov, a Rússia, segons el cens del 2010 tenia 228 habitants. Pertany al districte municipal de Petrovsk.